# Cometes humeralis
Cometes humeralis är en skalbaggsart som beskrevs av Jean François Villiers 1958. Cometes humeralis ingår i släktet Cometes och familjen långhorningar. Inga underarter finns listade i Catalogue of Life.